# A szerzetes rendek egyetemes történelme
A szerzetes rendek egyetemes történelme egy nagy terjedelmű 19. századi egyháztörténelmi mű.

## Jellemzői
A szerző, Karcsú Antal Arzén 5 kötetben dolgozta fel a különböző keresztény szerzetesrendek fejlődését a kezdetektől saját koráig. A mű Pesten jelent meg 1867-ben. Fakszimile kiadása máig nincs, azonban több kötete elektronikusan elérhető a Magyar Nemzeti Digitális Archívum és Filmintézet és a Google Könyvek oldaláról (ld. alább). 

## Kötetbeosztása
Az egyes kötetek a következők voltak:
| Kötetszám  | Kötetcím                                                                                | Kiadási év | Oldalszám | Elektronikus elérés |
| ---------- | --------------------------------------------------------------------------------------- | ---------- | --------- | ------------------- |
| I. kötet   | [nincs külön címe, az első évezredet tekinti át]                                        | 1867       | 324       |                     |
| II. kötet  | A kolduló-rendek alapításától Luther hitújításáig                                       | 1867       | 274       |                     |
| III. kötet | Luther hitszakadásától a vallási társulatokig                                           | 1867       | 298       | ,                   |
| IV. kötet  | Vallási gyülekezetek, melyek a XVII. század óta Francziaországban és másutt keletkeztek | 1867       | 180       | ,                   |
| V. kötet   | Szerzetes lovagrendek                                                                   | 1867       | 176       | ,                   |